# Linum vernale
Linum vernale är en linväxtart som beskrevs av Woot.. Linum vernale ingår i släktet linsläktet, och familjen linväxter. Inga underarter finns listade i Catalogue of Life.